# 민둥산로
민둥산로(Mindungsan-ro)는 강원특별자치도 정선군 남면 민둥산 교차로에서 화암면을 잇는 강원특별자치도의 도로이다.

## 주요 경유지
강원특별자치도
- 정선군 (남면 - 화암면)

## 노선
| 이름            | 접속 노선                   | 소재지 | 소재지 | 비고 |
| --------------- | --------------------------- | ------ | ------ | ---- |
| 민둥산 교차로   | 국도 제38호선 (강원남로)    | 정선군 | 남면   |      |
| 무릉1교 무릉2교 |                             | 정선군 | 남면   |      |
| 제동교          |                             | 정선군 | 화암면 |      |
| (이름없음)      | 지방도 제424호선 (소금강로) | 정선군 | 화암면 |      |

## 주요 건물 및 시설
- 증산초등학교 (민둥산로 12/두릉리 412-5)